# Akira Ibayashi
Akira Ibayashi (井林 章 Ibayashi Akira?), född 5 september 1990 i Hiroshima prefektur, är en japansk fotbollsspelare.
Ibayashi började sin karriär 2013 i Tokyo Verdy. Han spelade 227 ligamatcher för klubben. 2019 flyttade han till Sanfrecce Hiroshima.